# Virgen de la Sierra (Cabra)
La venerada imagen de Nuestra Señora de la Sierra es patrona de la ciudad de Cabra (Córdoba), España, desde el año 1908 y alcaldesa perpetua desde el 8 de septiembre de 1958. Su Coronación Pontificia fue en 2005 tras varios intentos no consensuados a inicios y mediados del siglo XX. Fue pues coronada canónicamente con carácter pontificio, por privilegio otorgado por S.S. el Papa Juan Pablo II, el 4 de junio de 2005, en una ceremonia a la que asistieron más de 15.000 personas, presidida por el entonces Obispo de Córdoba, Monseñor Juan José Asenjo Pelegrina. La celebración de la coronación, última del pontificado de san Juan Pablo II, realizada ya en los primeros días del papa Benedicto XVI, fue concelebrada por numerosos sacerdotes y tuvo como padrinos a la Infanta Margarita y su esposo el Duque de Soria, que lo hicieron en nombre de la Casa Real de España, así como las congregaciones religiosas de la ciudad de Cabra.
La imagen está tallada en madera policromada, de estilo gótico arcaico, que podría fecharse a finales del siglo XIII o principios del XIV, constituyendo de este modo una de las imágenes más antiguas de la diócesis cordobesa. Se muestra en postura hierática regida por la frontalidad, boca pequeña, nariz recta y fina, y ojos grandes de color azul verdoso. De talla completa y tamaño menor que el natural representa a la Madre de Dios de pie, cubierta con túnica roja y manto azul ceñidos a la cintura, siguiendo en la policromía la línea tradicional del estilo gótico. El Niño Jesús que sostienen las manos de la Virgen no corresponde al estilo de ésta sino que es posterior, tratándose de una talla en madera policromada de estilo barroco fechado en el siglo XVIII.

## Historia
La historia se remonta a los comienzos del cristianismo, el santo Isicio o Hesiquio, discípulo del apóstol Santiago, desempeñando funciones episcopales y de evangelización, entró en Egabro (actual Cabra) predicando las doctrinas del Evangelio, siendo recibido por sus habitantes con gran entusiasmo, entonces les mostró y entregó una imagen de la Santísima Virgen, que labrada por el propio evangelista San Lucas le había dado San Pablo, recibiéndola los habitantes de Egabro con gran alegría. Esta imagen fue primeramente colocada en una casa, y luego, cuando fue destruido el templo a la diosa Fortuna y edificada en su lugar una iglesia, en ella fue colocada y venerada. En el año 714, el décimo obispo en ocupar la sede episcopal egabrense (Arcesindo) ocultó la imagen de la Virgen en una cueva de la Sierra ante la invasión musulmana, después de la derrota de los visigodos en la batalla de Guadalete con la que cayó la monarquía visigoda con su último rey Don Rodrigo en manos del Islam.
Siguiendo la tradición legendaria, poco antes del año 1240, la imagen de Nuestra Señora de la Sierra pudo ser encontrada por un cautivo cordobés que había escapado de su cautiverio al proponerle insistentemente su amo que renegara de su fe católica y abrazara el islam. El lugar del hallazgo fue una gruta o cueva que está situada en lo alto de la más escarpada cara del picacho de la Sierra de Cabra. El 15 de agosto de 1240 las tropas de Fernando III el Santo recuperan la villa de Cabra para la corona castellano-leonesa, es entonces cuando el cautivo se apresura a bajar a la villa recién conquistada para contar al rey lo que le había sucedido. En vista de lo que le habían contado el Rey consultó al obispo de Córdoba, Lope de Fitero y decidieron encaminarse en comitiva al picacho para orar ante la Virgen. Una vez habían orado ante la sagrada imagen le ofrecieron una bandera de combate y una caja guerrera que habían arrebatado a los moros en la batalla, siendo este el origen de la tradición de la bandera y el tambor. 
Es una de las advocaciones con más veneración en la provincia de Córdoba y a la vez una de las más antiguas, si no la de más antigüedad que ha llegado a nuestros días plena de fervor popular, fervor que se manifiesta en su interminable número de romerías, celebradas en el santuario, y muy especialmente en su fiesta mayor, cada 8 de septiembre, día de la Sierra, celebrado en Cabra.
La leyenda y la tradición hablan de una imagen escondida en el siglo VIII cuando la ciudad era sede del episcopado visigodo de Egabro. El obispo Arcesindo, siguiendo la narración tradicional, ordenó esconder a la imagen por temor a que fuera destruida por los invasores mahometanos y lo hizo en aquella gruta en la que luego, más de cinco siglos después, se apareció milagrosamente al cautivo. Sea como fuere, tenemos dos datos de sumo interés en relación con la devoción a Santa María de la Sierra en la antigua Egabro en el siglo VII y luego en la villa de Cabra, al menos desde el siglo XIV. 
En cuanto a la devoción a la Virgen como Santa María, se conserva en Cabra un ara con inscripciones que testimonian la dedicación de una Basílica a Santa María, por el Obispo Bacauda, en las (I)II kalendas iunias de la era DCLXXXVIII, que se correspondería con el 31 de mayo del año 650. Se trata de una de las manifestaciones epigráficas más antiguas de Andalucía en la que se nombra expresamente la dedicación a Santa María y se conserva en la iglesia de San Juan Bautista de Cabra. 
Y en el siglo XIV, en concreto el 23 de septiembre del año de 1396, tuvo lugar la venta de la nava que llaman de Santa María de la Sierra que fue enajenada por doña Urraca Alfonso y su esposo don Alfonso Fernández de Mena, a favor del concejo, oficiales y hombres buenos de la Villa de Cabra, siendo escribano público Diego Martíones, por lo que estamos ante el primer testimonio documental en el que se nombra expresamente el entorno del Picacho de la Sierra de Cabra, como de Santa María de la Sierra. El documento se conserva en el archivo histórico municipal de Cabra. 
De la Archicofradía tenemos noticias al menos desde los primeros años del siglo XVI cuando se reciben visitas pastorales que dejan constancia documental de la hermandad, Santuario y devoción. A lo largo de tantos años, la historia de la Virgen de la Sierra ha dejado importantes acontecimientos que se recogieron en diversos relatos de los que se conservan originales tanto en los archivos locales (municipal y de la parroquia de la Asunción y Ángeles), en el archivo provincial de protocolos notariales, en el archivo del obispado de Córdoba, en el de la propia Archicofradía y en un buen número de artículos y trabajos que han visto la luz en revistas, libros y otras publicaciones, fruto de la labor investigadora que ha permitido contar con un importante legado historiográfico. 
Desde el 6 de septiembre de 2014 hasta el 10 de octubre de 2015 la Archicofradía y devotos celebraron el Año Jubilar Mariano declarado por el Papa Francisco que se celebró con numerosas peregrinaciones de diversos puntos de Andalucía y de España para ganar la indulgencia plenaria. El 13 de junio del 2015 se realizó una "bajá" extraordinaria del Picacho para viajar a Córdoba y participar en la Magna Mariana Regina Mater, antes de llegar a Córdoba visitó algunos de los pueblos donde se le profesa una gran devoción desde hace siglos como Zuheros, Doña Mencía, Nueva Carteya, Luque, Priego de Córdoba, Espejo, Montemayor, Montilla, Monturque y Huertas Bajas. Cabe destacar que se trata de la primera vez que la imagen salió de la ciudad de Cabra ya que nunca antes había salido de la misma (incluso en su restauración fue el restaurador Miguel Arjona quien se trasladó a la ciudad durante la intervención de la imagen). 
El recibimiento que se le ha ofrecido en cada una de estas poblaciones ha puesto de manifiesto la gran devoción hacia esta venerada y antiquísima imagen de la Virgen. También en Córdoba, el puente romano se vio repleto de personas de toda la provincia y de la capital, que han acompañado a la Virgen de la Sierra en la jornada histórica del domingo 21 de junio de 2015, y en los días siguientes en que ha permanecido en la parroquia cordobesa de la Trinidad, recibiendo una vez más el testimonio de la más sincera devoción que se le profesa en toda la diócesis y provincia de Córdoba.
El 19 de septiembre de dicho año, se realizó una Magna en la que participaron numerosas hermandades de la Semana Santa de la ciudad.

## Santuario

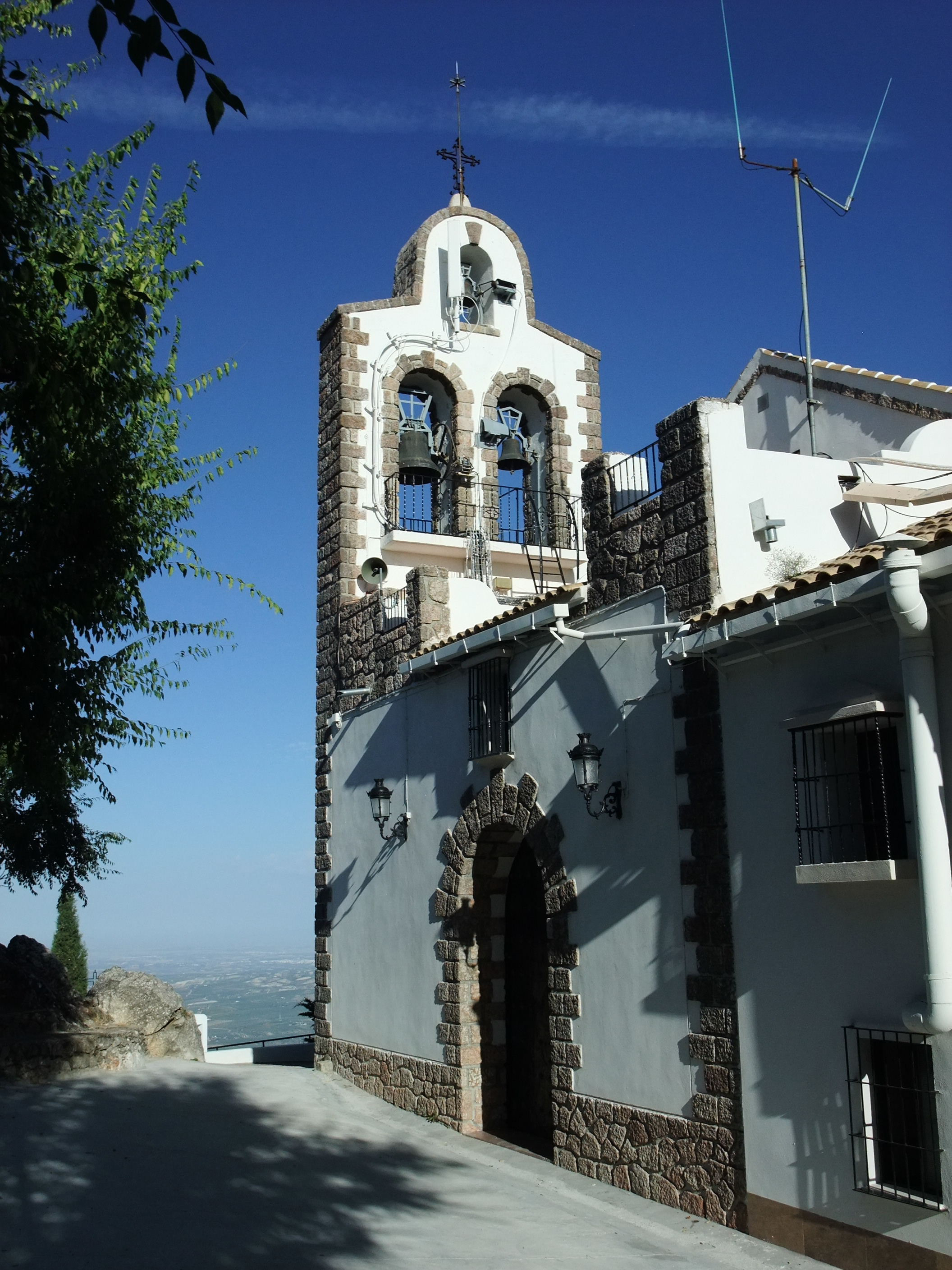
Santuario de Nuestra Señora de la Sierra.

En el término municipal de Cabra, a unos 15 km de camino pedregoso o por la carretera CO–6212 que asciende en 7 km desde 700 a 1217 m de altitud por una serpenteante carretera, se encuentra el Picacho, una de las cimas más altas de la provincia de Córdoba y del Macizo de Cabra, en cuya cúspide se halla el Santuario de Nuestra Señora de la Sierra. Está ubicado en un lugar privilegiado del Geoparque Natural de las Sierras Subbéticas, siendo considerado balcón de Andalucía por las inmejorables vistas que se pueden tener desde su mirador. Se considera que en Los Miradores, vértice geodésico nacional (enlace roto disponible en Internet Archive; véase el historial, la primera versión y la última)., se encuentra el Centro Geográfico de Andalucía. Es un lugar desde el que se contempla un espectacular escenario paisajístico, geológico y geográfico. Hasta allí acuden numerosos devotos de la virgen procedentes de toda Andalucía y España. El edificio comenzó su construcción en el año 1260, constando de patio claustral, dependencias para los santeros y para la Archicofradía, sacristía, sala de exvotos, velario y tienda de recuerdos. Una vez que se ha atravesado el patio central, losado con piedras extraídas de las canteras de Cabra, en los mármoles rosados que se vienen explotando desde el tiempo de los romanos y que tanta difusión alcanzaron en el Barroco, se encuentra la iglesia de una sola nave. Dentro del templo, que como suele ser común en casi todas las iglesias cristianas, está orientado al este, destaca un retablo barroco construido con jaspes rojos (calizas nodulosas) de la sierra de Cabra y negros de las de Luque y Carcabuey, por el que fuera maestro mayor de obras de la Catedral de Granada, Melchor de Aguirre. En el centro del retablo marmóreo, se encuentra el camarín en el que se venera la imagen de la patrona de Cabra, María Santísima de la Sierra. 

## Cultos
Un buen número de peregrinos arriban al Santuario de Nuestra Señora de la sierra de Cabra a lo largo del año. Muchos lo hacen agrupados en romerías y cofradías, aunque no faltan los que vienen a título personal o en colectividades religiosas llegadas desde diversos lugares. Aunque no podemos establecer una fecha concreta para hablar del inicio de las romerías, la tradición cuenta que la primera fue la que realizó el séquito del rey Fernando III, al que acompañó el pueblo de Cabra, para subir hasta el Picacho y venerar a la Virgen aparecida en la cueva. Por los datos que se tienen, ya en el siglo XVII era costumbre subir a la Sierra a venerar a la Virgen en su Santuario, y dado que el mismo existe desde los inicios del siglo XIV, todo llevaría a afirmar que fue en esta época cuando comienzan las peregrinaciones y las celebraciones en honor a Nuestra Señora de la Sierra en la cumbre del Picacho. Era costumbre celebrar la fiesta el 8 de septiembre, -Natividad de la Virgen María y fiesta de Nuestra Señora de la Sierra- en la Sierra. Para ello subían hasta la montaña santa las gentes agrupadas en cofradías, muchas de ellas filiales y allí tenía lugar la romería principal, al estilo y forma de la de la Cabeza, iniciadas por los mismos años. 
A finales del siglo XIX y a principios del XX, fechas en que la fiesta del 8 de septiembre se desplaza a Cabra, la romería principal pasa a celebrarse en torno a la fiesta del 15 de agosto. Y será a partir de esos años cuando se conforme el calendario anual de romerías que se ha ido desarrollando durante el siglo XX y que en la actualidad sigue teniendo una convocatoria similar. Entre todas las romerías del calendario cobran un gran relieve las organizadas por la Real Archicofradía de la Patrona: La Candelaria, Votos y Promesas, la Bajada de la Virgen a la ciudad y la subida al santuario. También son señaladas las de la Fe y Familia, Hortelanos, Nacional de Gitanos (en los últimos años menos concurrida), Comercio y Panadería o las de las hermandades filiales, entre otras. Desde la coronación pontificia de la imagen de Nuestra Señora de la Sierra en el año 2005, en los últimos días de mayo o primeros de junio, el Santuario acoge una peregrinación muy especial como es la de conmemorar este acontecimiento de tanto significado religioso y devocional para la Patrona de Cabra y sus devotos. 

### Romería de Votos y Promesas
Es la segunda romería más importante que se celebra por detrás de la Bajá. Cada año el 15 de agosto, numerosos fieles y peregrinos acuden al santuario en la sierra de Cabra. En torno al mediodía se celebra la misa de Votos y Promesas, en la que existe la tradición de pedir la bendición o la ayuda de la Santísima Virgen María ante un problema o dificultad y acto seguido enunciar una promesa (es decir, comprometerse a algo a cambio) que suele ser de realizar la peregrinación de la Bajá ese mismo año el 4 de septiembre.

### Ferias de Septiembre
Las fiestas en honor de María Stma. de la Sierra, se han celebrado desde antiguo en el Santuario, si bien desde los primeros años del siglo XX, se celebran cada año del 3 al 8 de septiembre uniéndose a la antigua Feria de Ganados. Actualmente se consideran fiestas de interés turístico nacional. El maravilloso paraje que depara el conocido Paseo Alcántara Romero es el telón de comienzo para las fiestas, con el pregón que tiene lugar en el mismo cada 3 de septiembre. Este día la bandera y el tambor anuncian la inminente llegada de la patrona por las calles del pueblo de Cabra. 

#### La "Bajá"
Al día siguiente miles de peregrinos egabrenses y gente de todos los puntos de España y devotos suben hasta el santuario de la Sierra para acompañar a la Virgen en su tradicional Bajada (o "Bajá") hasta la ciudad de Cabra. 
Es el día 4 de septiembre en torno a las 4 de la tarde, uno de los instantes más emotivos para todo egabrense, momento en el que sale por el cancel del santuario la Virgen, que sale aclamada por los devotos que esperan desde el exterior con aplausos, piropos y "vivas". Popularmente, los tramos del recorrido (realizándose un descanso en cada tramo) son: Recinto del Santuario, La Viñuela, Los Colchones, La Salve, Góngora y barriada de la Virgen de la Sierra (Coloquialmente conocida como barrio de "Gargallo"). A partir de la Viñuela la Virgen es acompañada por jinetes. La Salve es una casa que se encuentra a medio camino entre Cabra y el picacho de la Sierra. En esta se realiza una parada más larga en la que mientras la imagen es portada por mujeres se entona el rezo de La Salve (ver al final del artículo). 
Una vez llega a Cabra, sobre las 7-8 de la tarde, se le oficia una Santa Misa en la parroquia de San Francisco y San Rodrigo (barriada Virgen de la Sierra) y por la noche, cambiada de manto y con sus mejores galas parte y es recibida en los antiguos arcos de la calle Baena (actualmente avenida José Solís) por las autoridades  acompañada por muchas carrozas, preparadas por los ciudadanos durante el mes de agosto y jinetes. Entonces el alcalde de la ciudad le coloca a la Virgen una vara (a modo de gesto simbólico), ya que tradicionalmente es reconocida como alcaldesa perpetua de la ciudad y se dispara una colección de fuegos artificiales que dan inicio a la feria. 
Los días posteriores se puede disfrutar del ambiente de feria en el recinto ferial de la Tejera, con diversidad de casetas y atracciones, además de una gran diversidad de actividades que se celebran en toda la ciudad de Cabra, como toros, recitales de poesía, conciertos, certamen flamenco, presentaciones, exposiciones...etc. 

#### Batalla de Flores
El día 5 de septiembre tiene lugar la tradición más divertida que consiste en lanzar confeti, papelillos de colores y pétalos de papel a las carrozas y viceversa. 

#### Día de la Sierra
El día 8 de septiembre o coloquialmente conocido como día de la Sierra, es el último día de las fiestas. Comienza con los sones musicales de la "Diana" que interpreta la Banda de Música de Cabra y que recorre las calles en las primeras horas de la mañana. Luego tiene lugar una celebración religiosa llamada misa de la bandera en la parroquia de la Asunción y Ángeles, ante la imagen de la Virgen de la Sierra en una solemne ritual que concentra ante ella representantes de toda la ciudad y numerosas personas devotas que quieren acompañar a la Divina Serrana en este día tan especial. En conmemoración con la festividad del nacimiento de la virgen María y siendo el Día de la Sierra, la venerada imagen de la Patrona de Cabra, sale a las calles de Cabra en solemne y popular procesión a las 8 de la tarde, acompañada por autoridades civiles y religiosas, hermandades filiales, romerías y por miles de devotos que van alumbrando en las interminables filas que componen la procesión.  
Realiza una parada en el ayuntamiento de la ciudad, cantándose la tradicional Salve y a su entrada es recibida en la parroquia con una colección de fuegos artificiales que dan por terminadas las ferias y fiestas. 

#### Estancia en Cabra y Subida
La virgen de la Sierra se puede visitar durante todo el mes de septiembre en la parroquia de la Asunción y Ángeles, donde permanece hasta el primer domingo de octubre, cuando es subida al santuario a primeras horas de la mañana con una gran despedida en la barriada a la que le da nombre.

## Otros cultos
La Virgen de la Sierra es además patrona de Villarroya de la Sierra, Moral de Calatrava (Ciudad Real) y Villarrubia de los Ojos (Ciudad Real). En Moral de Calatrava la Virgen de la Sierra cuenta con iglesia, son centenares, los Moraleños que cada 5 de agosto se acercan a su ermita para la "bajada" a la iglesia parroquial en la plaza de España, donde se celebra la novena y el 15 de agosto se congregan los moraleños para acompañar a su Patrona en Procesión, junto con San Roque que es el Copatrón, el pasado 2012, su pueblo celebró el VIII Centenario de su Aparición, tras la Batalla de Navas de Tolosa, tras una multitud de actos cabe destacar su peregrinaje de ermita en ermita en mayo, y en el mes de agosto, en una solemne celebración de misa de campaña en la plaza de España, oficiada por el Obispo de Ciudad Real, se le impuso la medalla de gratitud del pueblo de Moral, por los 800 años de protección, y en Villarrubia de los Ojos con el Santuario de la Virgen de la Sierra situado en la sierra de este municipio a doce kilómetros de distancia. La Virgen de la sierra de Villarrubia de los Ojos es patrona de 19 villas. 
El Santuario de Nuestra Señora de la Sierra, localizado en el término municipal de la villa de Villarroya de la Sierra en Zaragoza, se alza a 1.418,294 metros de altitud, en la cúspide de una gran mole compuesta por pizarras y cuarcitas cámbricas cuya formación se remonta a la Era Primaria.
La influencia civil y religiosa originada por esta antiquísima Casa, Hospital y Hospedería a lo largo de un milenio de historia, ha dado lugar a la denominación genérica de la zona como sierra de la Virgen, espacio natural que comprende territorios de ocho términos municipales ubicados en las estribaciones del Sistema Ibérico, oeste de la provincia y sur del Moncayo.

## Hermandades Filiales
La Archicofradía matriz de Ntra. Sra. de la Sierra consta documentalmente desde mediados del siglo XVI y será en los primeros años del XVII, apenas medio siglo después, cuando tengamos constancia de las primeras hermandades o cofradías filiales. Según los datos aportados por el profesor Moreno Hurtado la primera hermandad filial de la Virgen de la Sierra es la de Lucena, erigida el 16 de septiembre de 1621 y que en 1622 solicita sitio en el santuario de Cabra para erigir casa. 
Doña Mencía creó su filial de la Divina Serrana el 3 de octubre de 1621 y también solicitó sitio en el Picacho para "poner la cruz". Baena se crea como filial el 9 de octubre de 1621; Monturque, el 23 de octubre del mismo año concediéndosele sitio en la sierra para poner cruz y montar tienda de campaña. 
Aguilar de la Frontera recibe el beneplácito de la Matriz para constituirse como filial en el último cabildo de octubre del año 1622. Algarinejo en el segundo cabildo de septiembre de 1623, solicitando también sitio en la sierra. 
Cabe decir que este impulso en la constitución de cofradías filiales de Ntra. Sra. de la Sierra en esos años, podría responder a los hechos milagrosos que habían tenido lugar en 1621, destacando uno de los más famosos, el de Martín Pacho, que se recuperó de su invalidez por la mediación de la Virgen de la Sierra. 
A lo largo de los años, la devoción continúa creciendo y son cada vez más las personas que acuden al Santuario de la Sierra para venerar y dar gracias a la patrona de Cabra por su intercesión ante tantas peticiones como los devotos de lugares muy dispares le vienen haciendo. 
Para culminar esta historia devocional en torno a la Señora de la Sierra, el papa Clemente XI en 1716, concede indulgencia plenaria a cuantas personas visiten la cueva de la aparición cada año en el día 8 de septiembre, convirtiéndose así en uno de los lugares en los que se puede alcanzar Jubileo Perpetuo desde hace casi tres siglos. Y según dicen, es la única cueva que goza de tal privilegio religioso con carácter perpetuo. Durante el año jubilar mariano 2014-2015 concedido por el Papa Francisco a la Virgen de la Sierra, también se pudo obtener la indulgencia plenaria en las condiciones prescritas y de acuerdo con la información que se difundió desde la Real Archicofradía, aunque se trata de una indulgencia que se puede alcanzar durante el periodo establecido y no de manera perpetua cada 8 de septiembre, como es el caso de la indulgencia de la visita a la Cueva del Santuario. 
Ya en el siglo XX y tras la importante labor desarrollada por Manuel Mora y Aguilar y la difusión que se llevó a cabo desde La Opinión,  como periódico de la Virgen de la Sierra al frente de su hijo Manuel Mora Mazorriaga, se crearon cofradías filiales que se mantienen en la actualidad y son: Málaga (cuya imagen se encuentra en la Iglesia de Santiago Apóstol), Sevilla, Madrid, Santa Coloma de Gramenet (Barcelona) y Nueva Carteya (Córdoba). Habiendo existido filiales también en Córdoba y Zaragoza, que ya no tienen actividad y asociaciones o grupos devocionales en otros muchos lugares. La importancia de estas filiales se une a los distintos gremios, cofradías y entidades que organizan durante todo peregrinaciones al Santuario y mantienen viva la devoción a la Virgen de la Sierra. La antiquísima devoción a la imagen, y los tiempos de emigración andaluza, propiciaron este renacimiento en la creación de Hermandades Filiales en varios puntos de Andalucía y España. En los últimos meses grupos de devotos están trabajando en la refundación de las hermandades filiales de Córdoba capital y la de Doña Mencia.
Estas corporaciones, aparte de mantener viva la devoción a tan Venerada Imagen, organizan romerías al Santuario de la Virgen, y envían representación a la Solemne Procesión del día de la Sierra, manteniendo sus respectivos cultos internos y externos en dichos lugares.

## Coplas en honor a Nuestra Señora de la Sierra
Tampoco sobre las llamadas coplas, tenemos datos concretos, si bien su estilo se asemeja a los populares Gozos que tienen su origen en las cantigas de Alfonso X o en los compuestos por Gonzalo de Berceo. Los Gozos se caracterizan por la narración, concisa y continuada, de los episodios gaudiosos de la vida de la Virgen. En el caso de las Coplas a la Virgen de la Sierra, la narración se refiere a la historia de la imagen y sus hechos milagrosos. De manera concisa, cuenta hechos que tuvieron lugar a lo largo de la historia devocional en torno a Ntra. Sra. de la Sierra. Parece que en algunas de las composiciones musicales tuvieron que ver también, en cuanto a la literatura, el Beato Fray Diego José de Cádiz, que solía venir a predicar y se alojaba en el antiguo convento de Capuchinos de Cabra. Y también el sacerdote Pedro Pedrosa que en los primeros años del siglo XX impulsó la devoción a la Virgen y en 1904 escribió el libro Mes de mayo a la Virgen de la Sierra. Las coplas fueron adaptadas en su día por el Maestro Rodríguez quien mantuvo ese posible origen musical que, como la Salve Popular, podría responder a las formas del Medioevo con notables dejes de ancianas modalidades eclesiásticas.

### Letra de las Coplas de Nuestra Señora de la Sierra
| Pues clamamos con fervor, Reina del cielo y la tierra: Madre amada de la Sierra, no nos niegues tu favor. Vuestra Imagen milagrosa cuando Cabra fue perdida, tantos siglos escondida en una cueva asombrosa se conservó aún más hermosa, que es el milagro mayor: Madre amada de la Sierra, no nos niegues tu favor. | Quisiste que en esa altura Tu templo se fabricase, que con milagros se obrase para que toda criatura viera la luz más segura en la Montaña Mayor: Madre amada de la sierra no nos niegues tu favor. Esa hermosa majestad que admiran todos en Vos es gran milagro de Dios con que ostentó su deidad que eres Reina de piedad Imagen del Creador: Madre amada de la Sierra no nos niegues tu favor. |

## Salve de la Virgen de la Sierra
| Dios te Salve, Virgen Pura, Reina del Cielo y la Tierra, Madre de Misericordia, De gracia y Pureza inmensa; Vida y Dulzura en quien vive Toda la Esperanza nuestra, A ti, Reina, suspiramos Gimiendo y llorando penas, En aqueste triste valle de lágrimas y miserias Ea, pues Dulce Señora, Madre y Abogada nuestra, esos tus hermosos ojos | A nosotros siempre vuelvan Y a Jesús, fruto bendito, de tu vientre Hermosa Perla, Que después de este destierro en el Cielo nos lo muestras, Oh, Clementísima Aurora, Oh, Piadosísima Reina, Oh, dulce Virgen María de la SIERRA, Madre Nuestra, pues eres Nuestra Patrona, por nosotros a Dios Ruega, para que seamos dignos de alcanzar la Gloria Eterna. Amén. |